# Michał Wieczorek (gitarzysta)
Michał "Michael" Wieczorek (ur. 1981 w Czeladzi) – polski basista.
Pochodzi z Wojkowic. Wieczorek współpracował z takimi grupami muzycznymi jak: Division by Zero, Bronx, Never, Kruk. W 2008 opuścił Division by Zero i chwilowo zawiesił działalność muzyczną.